# Dupleix (géant processionnel)
Pour les articles homonymes, voir Dupleix.

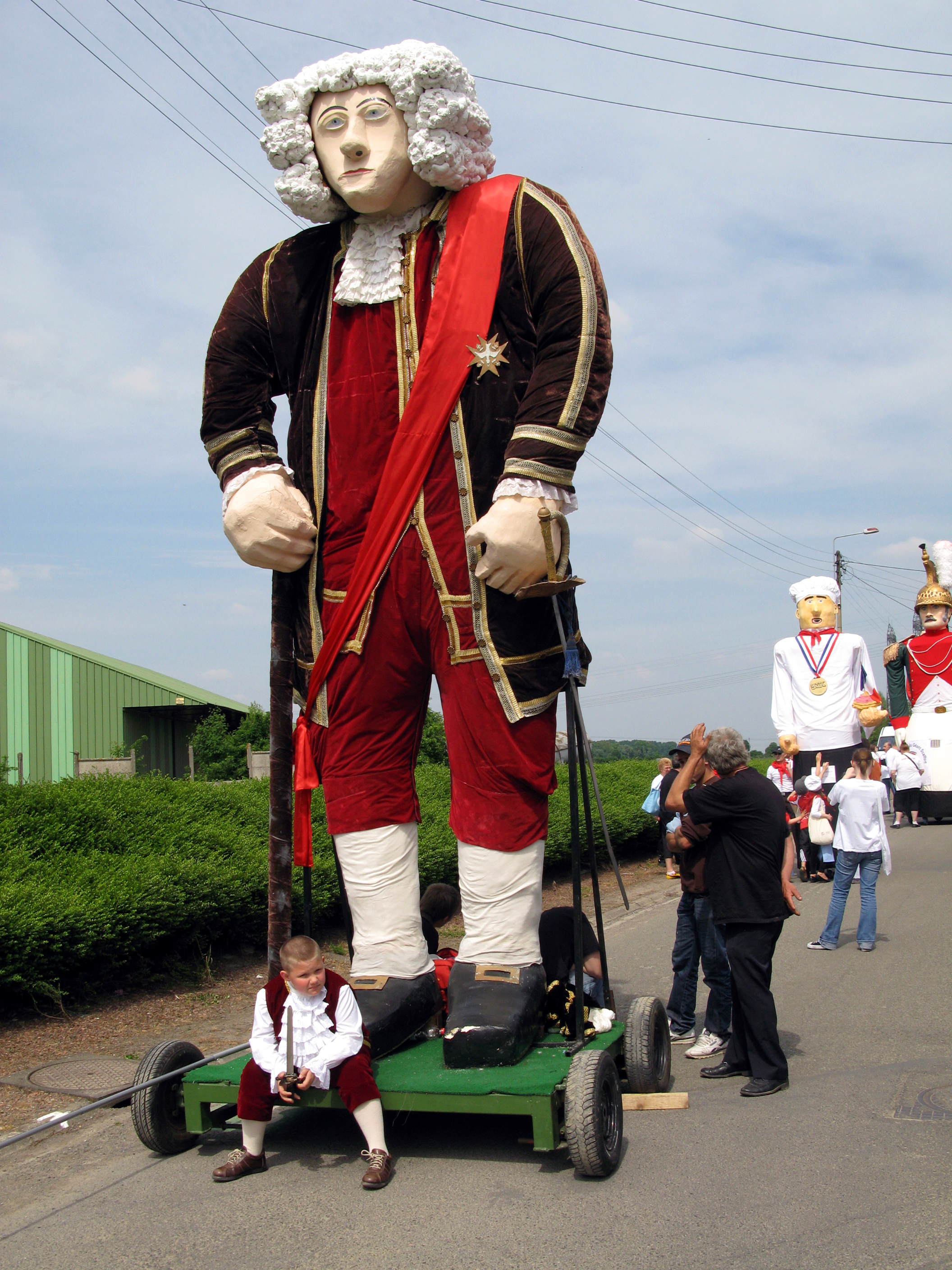
Dupleix attendant le départ de la parade à Guesnain en 2009.

Dupleix est un géant de processions et de cortèges inauguré en 2003 et symbolisant La  Ville de Landrecies, en France.
Le géant est la propriété de l'association Les Amis de Biron. Installé sur un char (ou plutôt sur une petite remorque basse, non décorée), il est d'une hauteur de 5 m 10 et d'un poids de 131 kg. Ses attributs sont la Perruque frisée et poudrée, l'Epée, etc.
Ce géant perpétue le souvenir de Joseph François Dupleix (1697-1763). 

## Pour approfondir